# Metryka strzałowa
Metryka strzałowa jest w górnictwie dokumentem opracowywanym dla każdego miejsca wykonywania robót strzałowych.
Metrykę strzałową sporządza służba strzałowa (par.40 rozp. MG,P i PS), a zatwierdza kierownik działu górniczego. Metryka zawiera dane techniczne niezbędne dla wykonania robót strzałowych, w szczególności określa rozmieszczenie i budowę poszczególnych ładunków wybuchowych, ich wielkość oraz sposób połączeń w sieci strzałowej. W przypadku bardziej złożonych robót strzałowych i trudniejszych warunków sporządza się dokumentację strzałową zatwierdzaną przez kierownika ruchu zakładu górniczego.